# Bohemia (Schiff, 1863)
Der Raddampfer Bohemia wurde 1863 in der Schiffswerft Blasewitz gebaut. Das Schiff wurde mit der Baunummer 8 auf Kiel gelegt.

## Geschichte
Nach der Indienststellung fuhr der Glattdeckdampfer für die Vereinigte Sächsisch-Böhmische Dampfschiffahrt, die im März 1867 in die Sächsisch-Böhmische Dampfschiffahrts-Gesellschaft (SBDG) umgewandelt wurde. Nach der Einstellung des Geschäftsbetriebes im Jahr 1923 fuhr das Schiff für die 1923 neu gegründete Sächsisch-Böhmische Dampfschiffahrt, Aktiengesellschaft (SBDA). Der ab 1926 übliche weiße Anstrich der Schiffe brachte ihr den Namen Weiße Flotte ein.
Um es dem Zugriff des Königreiches Preußen zu entziehen, wurde das Schiff im Mai 1866 im Vorfeld des Preußisch-Österreichischen Kriegs nach Theresienstadt verlegt und erst nach Kriegsende im August 1866 wieder nach Dresden verlegt.
Im Winter 1872/73 erhielt das Schiff einen neuen Zwei-Flammrohr-Kofferkessel. 1889 wurde dieser Kessel durch einen neuen Zwei-Flammrohr-Kofferkessel der Sächsischen Dampfschiffs- und Maschinenbauanstalt der Österreichischen Nordwest Dampfschiffahrtsgesellschaft ersetzt. Bei den Umbauarbeiten erhielt das Schiff Patent-Schaufelräder.

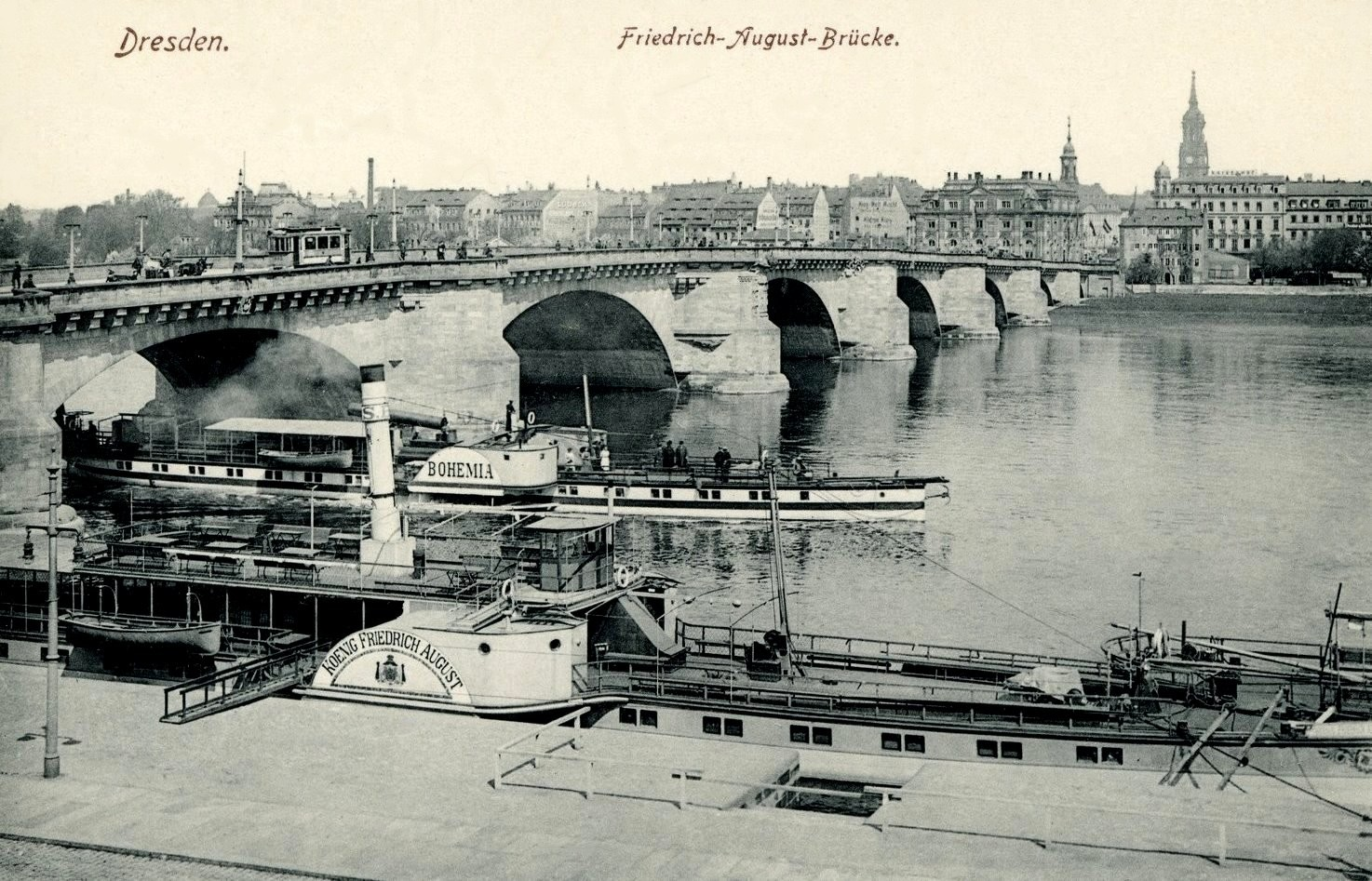
Raddampfer Bohemia vor der Augustusbrücke in Dresden

In den Jahren 1918–1919 war das Schiff aufgrund schwieriger wirtschaftlicher Bedingungen am Ende des Ersten Weltkrieges aufgelegt.
1926 wurde das Schiff ausgemustert und abgewrackt. Es war zu diesem Zeitpunkt mit 65 Jahren das älteste Schiff der Flotte. Die Dampfmaschine erhielt das Deutsche Museum in München.

## Die Dampfmaschine
Die Maschine war eine oszillierende Niederdruck-Zweizylinder-Zwillings-Dampfmaschine mit Einspritzkondensation mit einer Leistung von 95 PS. Gebaut wurde sie, wie auch der erste Zwei-Flammrohr-Kofferkessel, von der Prager Schiffs- und Maschinenbauanstalt Ruston & Co. Der ursprüngliche Einsatz der 1857 gebauten Maschine ist unbekannt.

## Kapitäne des Schiffes
- Ferdinand Hübner 1862–1865
- Friedrich Ignatz Beckel 1866–1869
- Ignaz Hora 1870
- Wilhelm Hübel 1871–1872
- Franz Rosche 1873
- Carl August Lehmann 1874–1877
- Gustav Theodor Röhrig 1878–1880
- Ignaz Hora 1881–1883
- Carl August Kunze 1884–1885
- Carl Eduard Richter 1886
- Carl Friedrich Hering 1887–1893
- Arno Julius Junghans 1894–1895
- Ernst Heinrich Oskar Höhle 1896
- Carl Friedrich Hering 1897–1902
- Ernst August Jahn 1903–1911
- Karl Richard Viehrig 1912–1917

## Hinweis
Das Datum der Indienststellung ist unklar. In den Jahren 1857–1862 wird in den Mannschaftslisten ein Schiff Bohemia geführt. Die Bohemia I wurde aber schon 1856 außer Dienst gestellt. Hier besteht noch Forschungsbedarf.